# طاقم

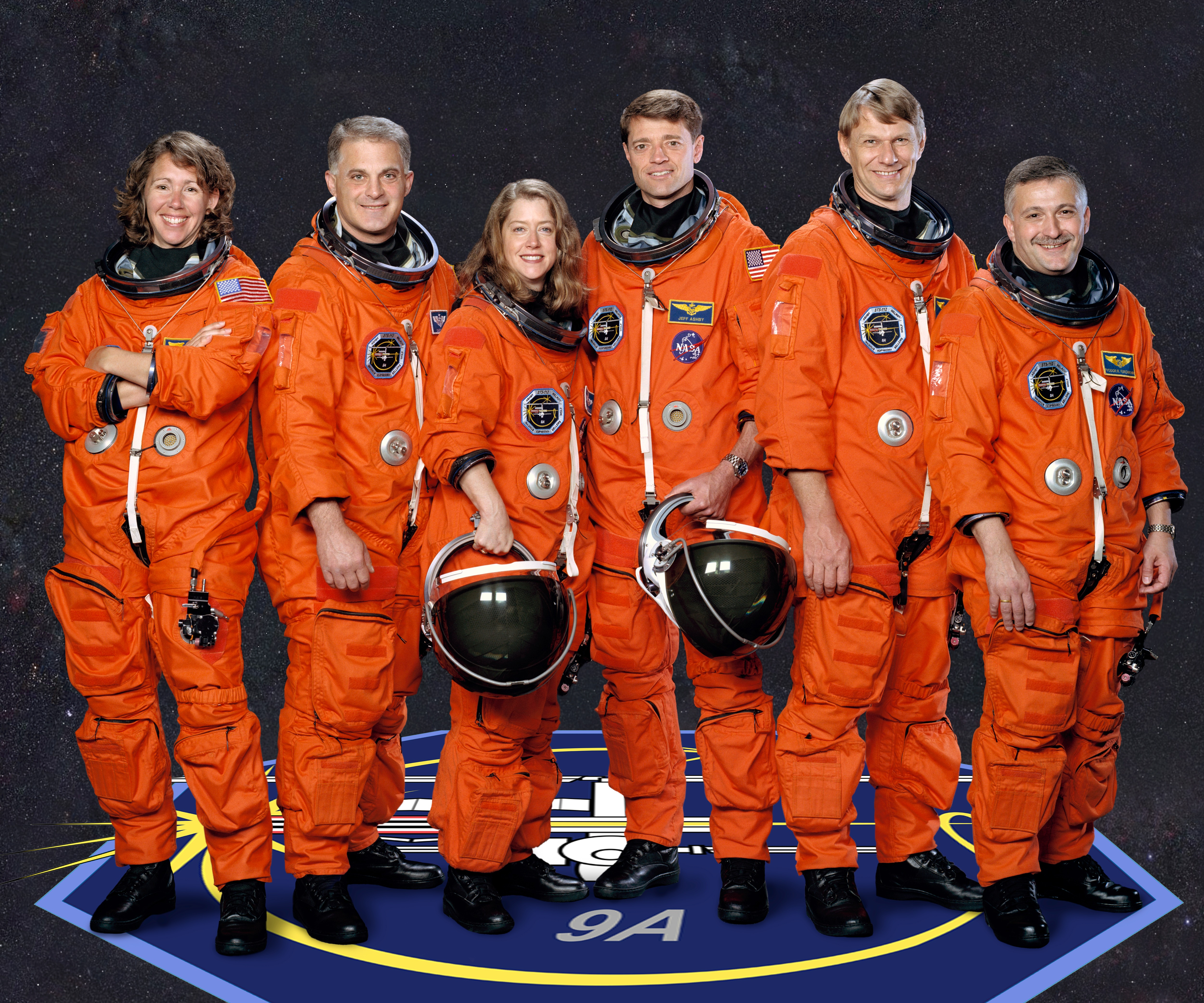
طاقم المركبة الفضائية (المكوك الفضائي أتلانتس، STS-112، 2002)

الطاقم هو هيئة أو فئة من الأشخاص الذين يعملون في نشاط مشترك، بشكل عام في منظمة مهيكلة أو هرمية. يُطلق على الموقع الذي يعمل فيه الطاقم اسم "ساحة الطاقم" أو " ساحة العمل". الكلمة لها أصداء بحرية: المهام التي ينطوي عليها تشغيل السفينة، وخاصة السفينة الشراعية، وتوفير العديد من التخصصات ضمن طاقم السفينة، وغالبًا ما تُنظم بتسلسل قيادي ‏. الاستخدام البحري التقليدي يميز بقوة الضباط عن الطاقم، على الرغم من أن المجموعتين مجتمعتين تشكلان شركة السفينة ‏.
يشير الطاقم أيضًا إلى رياضة التجديف، حيث تتنافس الفرق بشكل تنافسي في السباق.

## روابط خارجية
- الوصف الوظيفي لليخت ودليل الرواتب